# Seneca Village
Seneca Village 19. századi, egykori, afroamerikaiak által lakott település volt New York  Manhattan városrészén belül, ami a jelenlegi Central Park nyugati részén, annak az Upper West Side-dal határos területén, a 82. és 89. utca magasságában feküdt. A falusias település lakói saját földtulajdonnal rendelkeztek.
A falut 1825-ben szabad afroamerikaiak alapították, az első ilyen közössége volt a városnak, habár már a holland fennhatóság alatt is léteztek „félig szabad” fekete, saját tulajdonnal bíró közösségek Új-Amszterdamtól északabbra. Fénykorában megközelítőleg 225 lakosa volt, három templom, két iskola és három temető tartozott a településhez. Seneca Village 1857-ig maradhatott fenn, ekkor lakóit, és a környező településekét is a terület elhagyására kötelezték, házaikat elbontották, hogy a város megépíthesse legnagyobb parkját, a Central Parkot. Seneca Village létezése teljesen feledésbe merült egészen 1992-ig, amikor Roy Rosenzweig és Elizabeth Blackmar a Central Park történetét leíró könyve meg nem jelent. 1997-ben kezdődtek el a régészeti feltárások egykori területén, 2019-ben a Central Park ideiglenes kiállítással emlékezett meg Seneca Village-ről.

## Története

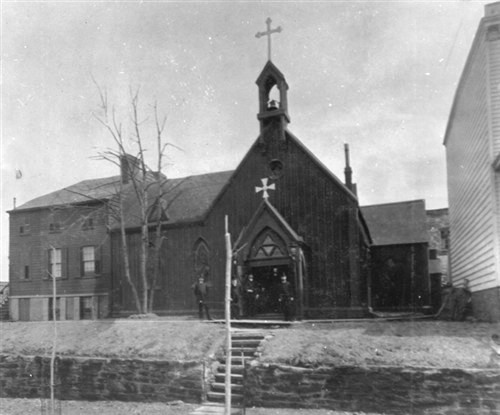
A település egyik temploma 1887-ben

A terület korábbi tulajdonosa John Whitehead farmer volt, aki 1825-ben kezdte farmját kis parcellákra osztva eladni. Ekkor a terület még távol esett Manhatan városias magjától, ami megközelítőleg csak a 23. utcáig terjedt. 1825-ben egy afroamerikaiakat támogató szervezet vette meg az első parcellákat, tagjaik egymást segítették a többi parcella megvásárlásában.
1827-ben újabb fekete lakosok érkeztek Seneca Village-be, amikor New York államban megszűntették a rabszolgaságot.
Dokumentumok alapján – adóívek, népszámlálási adatok – kutatók szerint 1855-ben megközelítőleg 225 lakosa volt, akik átlagosan 22 éven át laktak itt. Lakói szegénységben, de egy részük saját tulajdonán élt, különböző munkás tevékenységet vállaltak, pl. építkezéseken, vagy a környék húsfeldolgozó üzemében dolgoztak, ugyanakkor nagyobb egzisztenciális biztonságban éltek itt, mint New York más fekete közösségének tagjai, mint pl. Greenwich Village-nek egykori Little Africa részén élők. Jelentős társadalmi különbség mutatható ki a fekete közösségen belül is, sokan nem saját házukban laktak, a környék vadonjából is éltek, a Hudson folyóban halásztak, vagy a környék erdeiben gyűjtöttek tűzifát.

## Környező települések
A jelenlegi Central Park területén létezett egykori települések között Seneca Village számított a legnagyobbnak, az azt körülvevő területeken főleg ír, ill. német bevándorlók éltek. Egyiket közülük "Pigtown"-nak nevezték, az itt élő írek állattartása miatt, ez a mai park délkeleti csücskében feküdt. Két németek által lakott település is volt egykor a Central Park területén, akik saját farmjukon mezőgazdasággal foglalkoztak, kertészetet tartottak fenn.